# Oberonia agastyamalayana
Oberonia agastyamalayana là một loài thực vật có hoa trong họ Lan. Loài này được C.S.Kumar mô tả khoa học đầu tiên năm 1994.